# Cyril Baschiera
Cyril Baschiera (* 5. července 1958) je bývalý slovenský fotbalový útočník. Po skončení aktivní kariéry působí jako trenér na regionální úrovni.

## Fotbalová kariéra
V československé lize hrál za VSS Košice. Nastoupil v 8 ligových utkáních, gól v lize nedal.

## Ligová bilance
| Ročník                                   | Zápasy | Góly | Klub       |
| ---------------------------------------- | ------ | ---- | ---------- |
| 1. československá fotbalová liga 1975/76 | 5      | 0    | VSS Košice |
| 1. československá fotbalová liga 1976/77 | 0      | 0    | VSS Košice |
| CELKEM 1. liga                           | 8      | 0    |            |